# УРСТ Довбуш (Фрайман)

УРСТ «Довбуш» (Українське Руханково-Спортове Товариство «Довбуш») — українське спортивне товариство з північного району Фрайман німецького міста Мюнхена.
У травні 1946 р. частини мешканців табору з Карлсфельду перевезено до змішаного табору в Мюнхен-Фраймані (СС-Касерне), в якому 1946 р. було 2800 українців і 5200 інших переміщених осіб, а в 1948 р. вже 3300 українців і лише 1 900 інших. На загальних зборах 26 червня 1946 р. засновано УРСТ «Довбуш», а його головою вибрано проф. Антоновича. В умовах міжнародного табору початкова діяльність товариства була доволі важкою.
Праця товариства проходила в таких секціях: 
- гімнастика — від 1946 р. двічі на тиждень 30-40 осіб вправляло ранкову зарядку;
- волейбол жінок — 3 змагання;
- волейбол чоловіків — 13 змагань, участь в обласному турнірі в 1947 р.;
- легкої атлетики — вправляла під наглядом тренера німця. У внутрішніх змаганнях у 1946 р. брало участь 30 осіб. Зорганізувала в 1946 р. обласні змагання, літній біг навпростець за нагороду Українського Комітету, листопадовий трійковий біг та гуртовий марш. Взяла участь у зональних змаганнях у 1946 р.;
- плавання — участь у зональних змаганнях у 1947 р.;
- туризм — 4 краєзнавчі прогулянки;
- настільний теніс — 3 змагання, організувала обласні командний і індивідуальний турніри в 1947 і в 1948 рр.;
- шахи — 7 змагань, господар обласного командного турніру в 1947 р. (2-е місце);
- лижний спорт —Іван Ціхонь взяв участь у курсі РФК у січні 1947 р. і в зональних змаганнях у 1947 р., де в гірськолижному з'їзді зайняв перше місце;
- бокс — особливо активна в товаристві, входило 25 юнаків, провела основні тренування, 7 змагань і 1 турнір, запланований у зональній конкуренції. Барчук змагався в Мюнхені із знатним успіхом у німецькому клубі;
- футбол — провели 62 ігор. Діяло 3 команди, з яких перша грала в обласній лізі.